# José Font
José Font y Martí (Reus, 1847 - Madrid,  19 de febrero de 1897) fue un farmacéutico español.

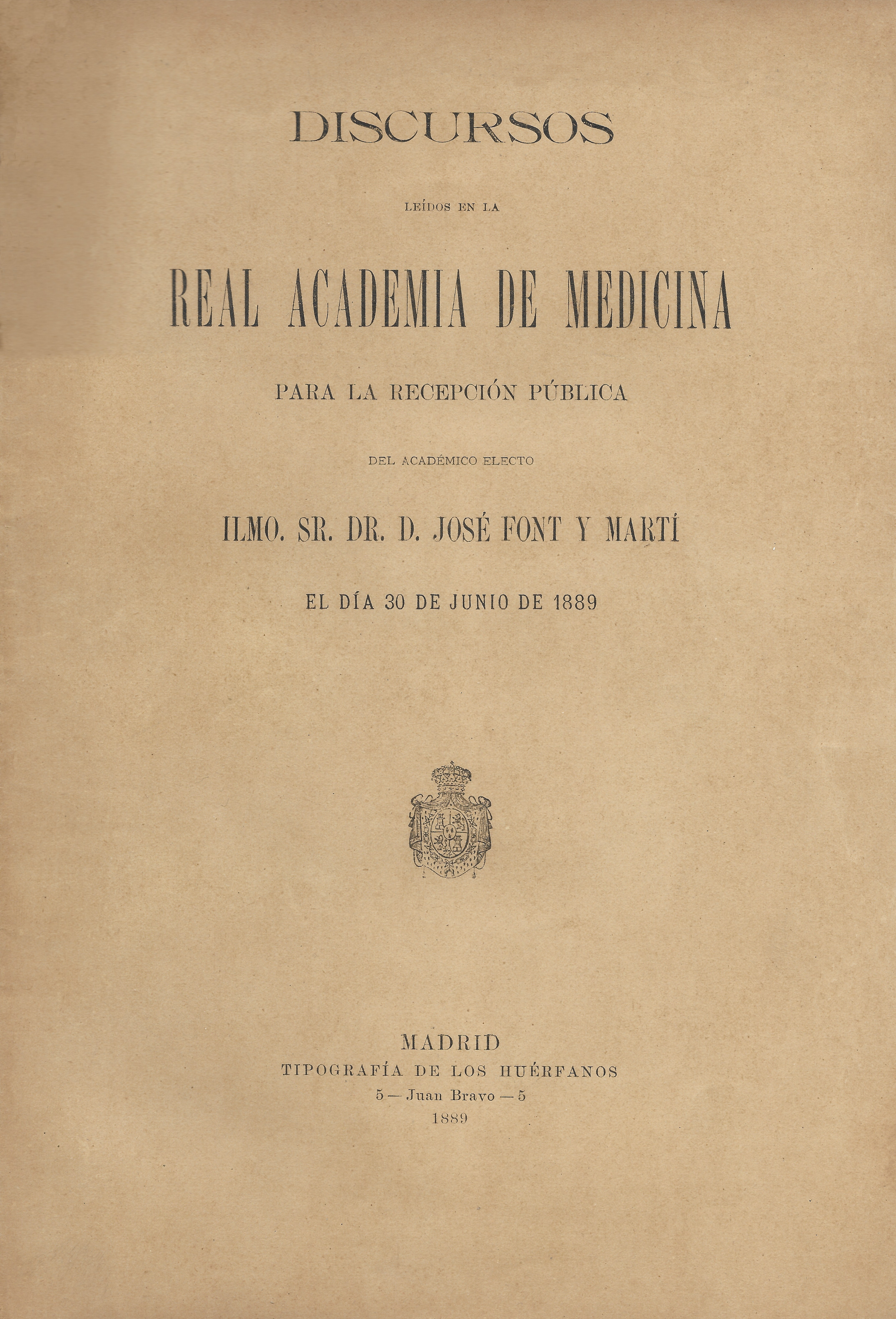
Discurso de toma de posesión como académico de la Real Academia Nacional de Medicina de España (1889).

## Biografía
Era hermano hermano del médico y periodista Miquel dels Sants Font i Martí. Estudió bachillerato ayudándose con clases particulares. En 1869 se licenció en Farmacia en la Universidad de Madrid y se doctoró al año siguiente con la tesis Arsénico y sus combinaciones con el oxígeno. Fue nombrado subdelegado de farmacia del distrito de Centro. Fue vocal provincial de sanidad y fundó una Academia privada de formación profesional que le dio gran prestigio. Fundó la Sociedad Española de Higiene. Ingresó en la Real Academia de Medicina en 1889, en la sección de Farmacología y Farmacia. Publicó varios tratados sobre su especialidad. 